# ولینور
ولینور (به انگلیسی: Veliyannoor) یک روستا در هند است که در Kottayam district واقع شده‌است.

## خصوصیات
ولینور ۱۰٬۱۵۶ نفر جمعیت دارد.